# John Rimmer
John Thomas "Jack" Rimmer (27. dubna 1878, Ormskirk) - 6. června 1962, Liverpool) byl britský atlet, olympijský vítěz na trati 4000 metrů překážek.

## Sportovní kariéra
Na olympiádě v Paříži v roce 1900 se běžely dva běhy s překážkami. Rimmer nestartoval v tom kratším (2500 metrů) a tak byl v závodě na 4000 metrů překážek více odpočinutý než většina soupeřů. Zvítězil před svými krajany Charlesem Bennettem a Sidney Robinsonem.
Druhé olympijské vítězství vybojoval v přespolním běhu družstev na 5000 metrů. Startoval rovněž v běhu na 1500 metrů, kde byl klasifikovaný mezi 7. a 9. místem.
Více než třicet let (od roku 1901) pracoval jako policista v Liverpoolu.